# Lijst van voetbalinterlands Andorra - Cyprus (vrouwen)
Deze lijst van voetbalinterlands is een overzicht van alle officiële voetbalinterlands tussen de nationale vrouwenteams van Andorra en Cyprus. De landen hebben tot nu toe twee keer tegen elkaar gespeeld.

## Wedstrijden
| № | Plaats           | Datum        | Competitie                       | Wedstrijd        | Uitslag |
| - | ---------------- | ------------ | -------------------------------- | ---------------- | ------- |
| 1 | Dasaki Achnas    | 5 april 2025 | UEFA Women's Nations League 2025 | Cyprus − Andorra | 2 − 2   |
| 2 | Andorra la Vella | 8 april 2025 | UEFA Women's Nations League 2025 | Andorra − Cyprus | 2 − 1   |

## Samenvatting
| Competitie                  | Totaal gespeeld | Winst Andorra | Gelijk | Winst Cyprus | Doelsaldo Andorra – Cyprus |
| --------------------------- | --------------- | ------------- | ------ | ------------ | -------------------------- |
| UEFA Women's Nations League | 2               | 1             | 1      | 0            | 4 − 3                      |
| Totaal                      | 2               | 1             | 1      | 0            | 4 − 3                      |